# 染田屋茂
染田屋 茂（そめたや しげる、1950年 - ）は、日本の編集者、翻訳家。
日本推理作家協会会員。筆名に佐藤和彦。

## 来歴
東京都出身。東北大学文学部卒業。1974年から1986年まで早川書房編集部に在籍。
田口俊樹は高校時代の友人で、染田屋の紹介でミステリ翻訳家となった。退社後、翻訳者専業ののち、再び編集者に。朝日新聞社（1996年 - 2007年）、武田ランダムハウスジャパン、KADOKAWAで翻訳書編集に携わる。
訳書に、スティーヴン・ハンター『極大射程』（新潮文庫）、トマス・H・クック『死の記憶』（文春文庫）、ボブ・ウッドワード『司令官たち』（文藝春秋・共訳）などがある。　

## 訳書
- 『公爵ロビーの大逃走』（グレゴリー・マクドナルド、佐藤和彦名義訳、サンケイ出版、サンケイ文庫、海外ノベルス・シリーズ） 1986
- 『シー・ヴィクトリー号の脱出』（J・クライヴ,N・ヘッド、新潮社、新潮文庫） 1987
- 『アムトラック66列車強奪』（クリストファー・ハイド、文芸春秋、文春文庫） 1988
- 『オナシスの生涯 : 欲しいものはすべて手に入れた男』（P・エヴァンス、新潮社、新潮文庫） 1988
- 『心を覗くスパイたち』（ハーバート・バークホルツ、新潮社、新潮文庫） 1988
- 『大統領を作る男たち』（スティーヴ・ソーマー、新潮社、新潮文庫） 1988
- 『殺し屋魂は消えず』（ローレン・D・エスルマン、二見書房、二見文庫、ザ・ミステリ・コレクション） 1988
- 『流れついた街』（T・ジェファーソン・パーカー、文芸春秋、文春文庫） 1989
- 『クメールからの帰還』（ウィルバー・ライト、角川書店、角川文庫） 1990
- 『司令官たち : 湾岸戦争突入にいたる"決断"のプロセス』（ボブ・ウッドワード、石山鈴子共訳、文芸春秋） 1991
- 『ハドソン・ホーク』（ジェフリー・マーシュ、 新潮社、新潮文庫） 1991
- 『ケープ・フィアー : 恐怖の岬』（ジョン・D・マクドナルド、文芸春秋、文春文庫） 1991
- 『ニッポン・チャレンジ』（パトリック・スミス、文芸春秋） 1992
- 『CNNの戦場』（ロバート・ウィーナー、文芸春秋） 1992
- 『終りなき復讐』（ブライアン・フリーマントル、新潮社、新潮文庫） 1992
- 『スニーカーズ』（デューイ・グラム、扶桑社、扶桑社ミステリー） 1993
- 『撫で肩の男 : ロシアの殺人鬼を追って』（リチャード・ラウリー、文芸春秋） 1993
- 『瞳が忘れない/ブリンク』（トム・フィルビン、扶桑社、扶桑社エンターテイメント） 1994
- 『必殺の時 : Vicat捜査官』上・下 （ディレク・ヴァン・アーマン、TBSブリタニカ） 1994
- 『嘘に抱かれた女』（フリーマントル、新潮社、新潮文庫） 1995
- 『架空取引』（マイケル・リドパス、日本放送出版協会） 1995
- 『スミラの雪の感覚』（ペーター・ホゥ、新潮社） 1996
- 『パシフィック・ビート』（T・ジェファーソン・パーカー、文芸春秋） 1996

### ドン・ペンドルトン作品
- 『ストーニー・マン・ドクトリン - これがスーパー・ヒーローの全貌だ』（ドン・ペンドルトン、中上守,佐藤和彦名義訳、ハーレクイン・エンタープライズ日本支社、Gold eagle books - マックボラン） 1984
- 『亡命将軍の罠』（ドン・ペンドルトン、佐藤和彦名義訳、ハーレクイン・エンタープライズ日本支社、Gold eagle books - マックボラン） 1985
- 『影のネットワーク』（ドン・ペンドルトン、佐藤和彦名義訳、ハーレクイン・エンタープライズ日本支社、Gold eagle books - マックボラン） 1985
- 『燃える地中海』（ドン・ペンドルトン、佐藤和彦名義訳、ハーレクイン・エンタープライズ日本支社、Gold eagle books - マックボラン)  1986
- 『五人のフェニックス』（ドン・ペンドルトン,ガー・ウィルソン、佐藤和彦名義訳、ハーレクイン・エンタープライズ日本支社、Gold eagle books) 1986
- 『ゲリラ・ゲーム』（ドン・ペンドルトン,ガー・ウィルソン、佐藤和彦名義訳、ハーレクイン・エンタープライズ日本支社、Gold eagle books） 1986

### スティーヴン・ハンター作品
- 『真夜中のデッド・リミット』上・下（スティーヴン・ハンター 新潮社、新潮文庫） 1989、のち改版 2001
- 『クルドの暗殺者』上・下（スティーヴン・ハンター 新潮社 1991 (新潮文庫)、のち改版 2001
- 『極大射程』上・下（スティーヴン・ハンター、佐藤和彦名義訳、新潮社、新潮文庫） 1999、のち扶桑社ミステリー（染田屋茂名義）

### トマス・H・クック作品
- 『過去を失くした女』（トマス・H・クック、文芸春秋、文春文庫） 1991
- 『夜訪ねてきた女』（トマス・H・クック、文芸春秋、文春文庫） 1993
- 『鹿の死んだ夜』（トマス・H・クック、文芸春秋、文春文庫） 1994
- 『闇をつかむ男』（トマス・H・クック、佐藤和彦名義訳、文藝春秋、文春文庫） 1997
- 『死の記憶』（トマス・H・クック、佐藤和彦名義訳、文藝春秋、文春文庫） 1999
- 『七つの丘のある街』（トマス・H・クック、佐藤和彦名義訳、原書房） 2003